# Rezerwat przyrody Źródła Tanwi
Źródła Tanwi – rezerwat przyrody w miejscowości Huta-Złomy, w gminie Narol (powiat lubaczowski, województwo podkarpackie). Jest położony w Południoworoztoczańskim Parku Krajobrazowym, na terenie Nadleśnictwa Narol. Został utworzony w 1998 roku.
- numer według rejestru wojewódzkiego: 65
- powierzchnia: 185,94 ha[1] (akt powołujący podawał 186,54 ha)
- dokument powołujący: Dz.U. z 1998 r. nr 161, poz. 1105
- rodzaj rezerwatu: leśny[1][2]
- przedmiot ochrony (według aktu powołującego): naturalne zespoły torfowiskowe oraz bory bagienne i wilgotne z licznymi gatunkami chronionych roślin zielnych[1][2]

Rezerwat obejmuje obszar źródliskowy rzeki Tanwi. W drzewostanach dominuje sosna zwyczajna z domieszką olszy czarnej, dębu szypułkowego i buka zwyczajnego.
Stwierdzono tu występowanie 159 gatunków roślin, w tym 13 gatunków drzew, 10 krzewów, 106 roślin naczyniowych i 30 mszaków. 2 występujące tu gatunki roślin objęte są ścisłą ochroną gatunkową (goryczka wąskolistna i rosiczka okrągłolistna), a 6 objęto ochroną częściową (bagno zwyczajne, bobrek trójlistkowy, pomocnik baldaszkowaty, wroniec widlasty, widłak goździsty i widłak jałowcowaty).
Przez teren rezerwatu przebiega ścieżka przyrodniczo-dydaktyczna „Kobyle Jezioro”.

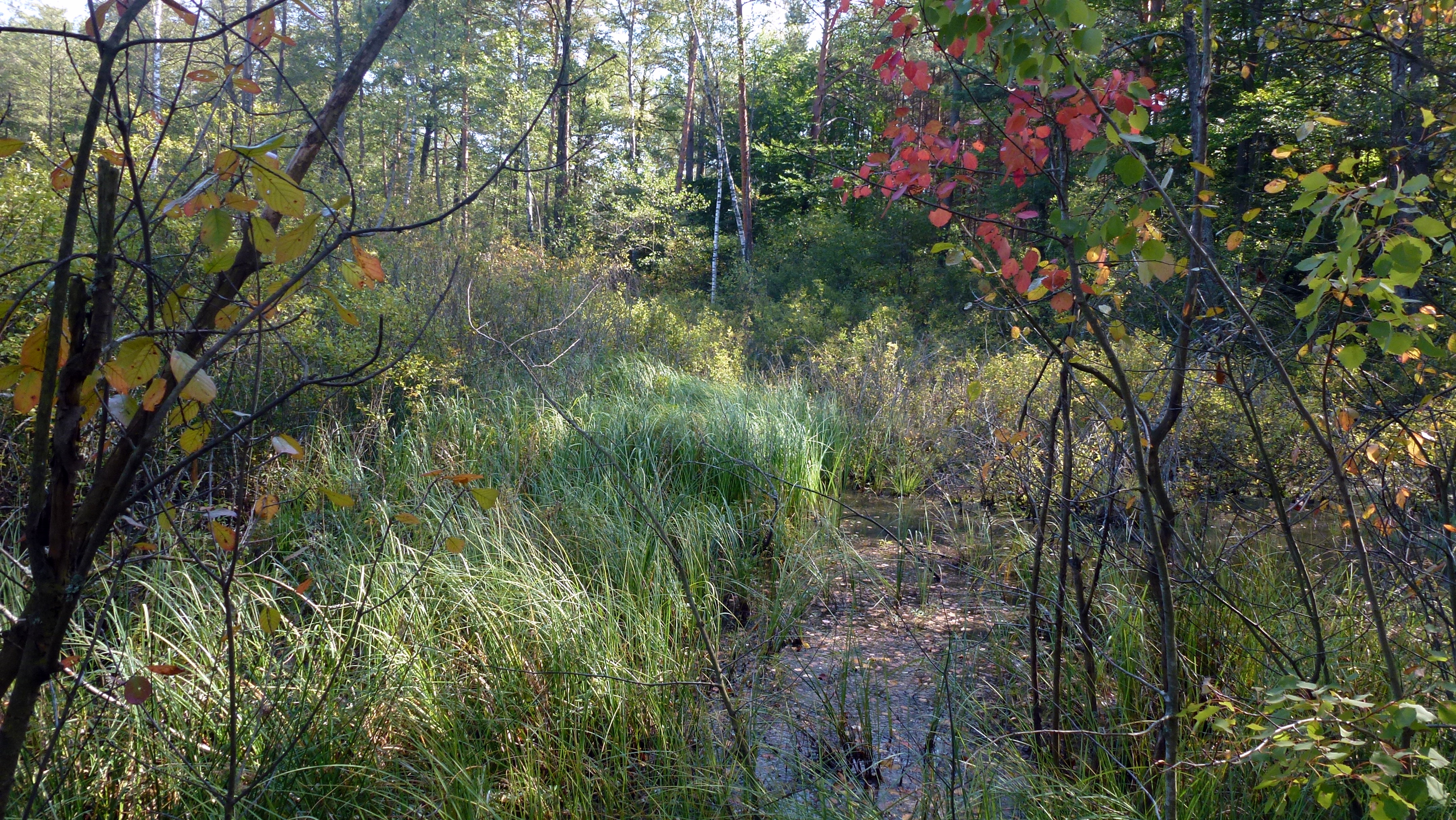
Ścieżka przyrodnicza „Kobyle Jezioro” w rezerwacie Źródła Tanwi
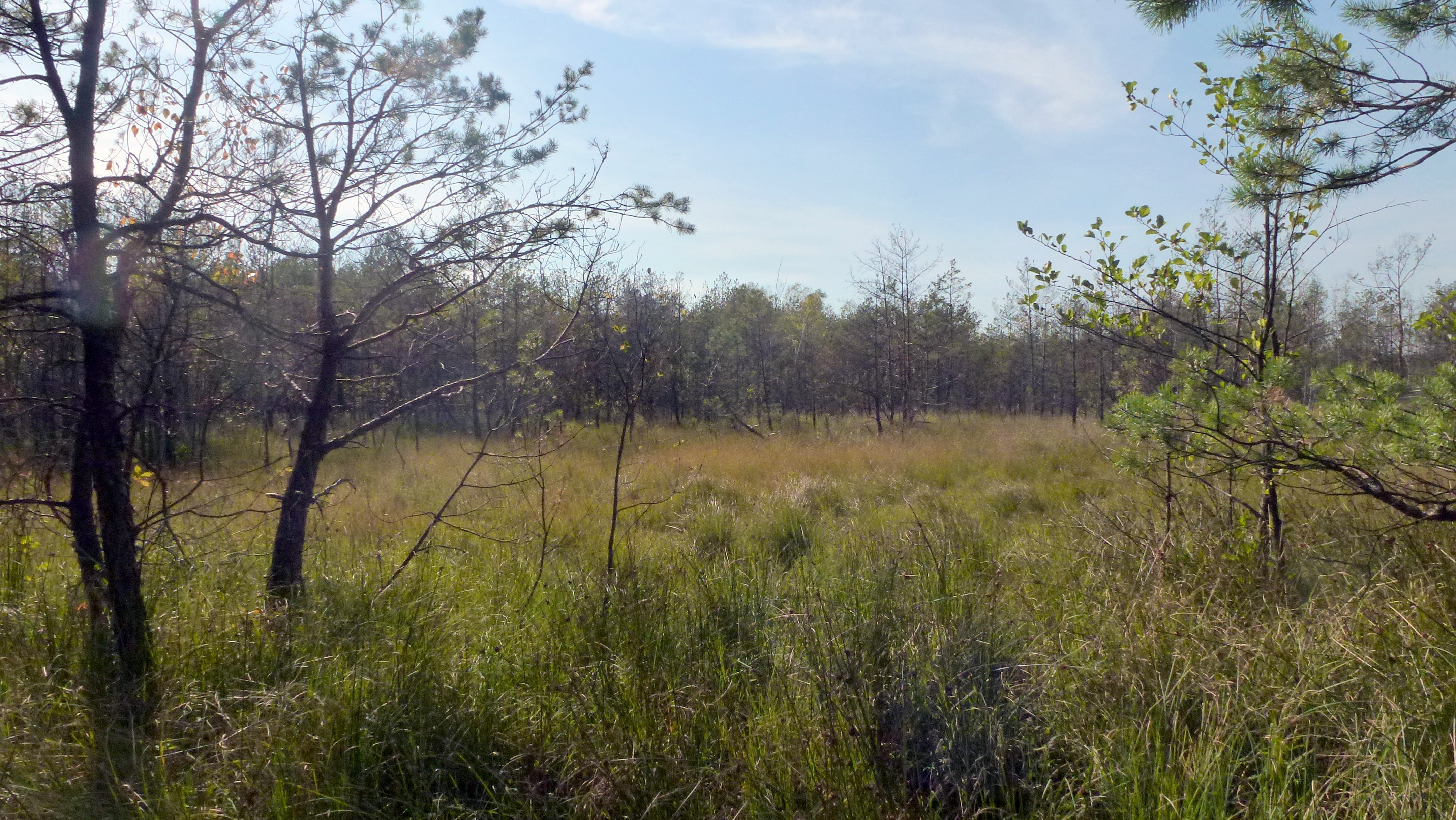
Ścieżka przyrodnicza „Kobyle Jezioro” w rezerwacie Źródła Tanwi